# Boydell Glacier
Boydell Glacier är en glaciär i Antarktis. Den ligger i Västantarktis. Argentina, Chile och Storbritannien gör anspråk på området. Boydell Glacier ligger 430 meter över havet.
Terrängen runt Boydell Glacier är varierad. Trakten är obefolkad. Det finns inga samhällen i närheten.